# 謝其均
謝其均（1986年10月10日—），台灣男演員。2010年首次參與內地古裝劇《大唐女巡按》拍攝，飾演玉官一角頗受好評，自此開啟其內地演藝道路。

## 電視劇
| 年份   | 頻道                 | 劇名                              | 飾演                 |
| ------ | -------------------- | --------------------------------- | -------------------- |
| 2007年 | 三立台灣台           | 我一定要成功                      | 土虱                 |
| 2007年 | 台视                 | 神机妙算刘伯温第7单元：皇城龙虎斗 | 常青山               |
| 2007年 | 台视                 | 三度半空間第1单元：胎魂           | 羅百強               |
| 2008年 | 民視                 | 娘家                              | 麥克                 |
| 2009年 | 台視                 | 嘉慶君遊台灣第3单元：剃头鬼传奇   | 林宏文               |
| 2011年 | 東方電影頻道         | 大唐女巡按                        | 玉官/魚郎            |
| 2011年 | 厦门卫视             | 夢幻公館                          | 方向陽               |
| 2012年 | 台視                 | 女人花 (2012年電視劇)             | 湯瑪士、小龙（前世） |
| 2013年 | 湖南衛視             | 天天有喜                          | 郭松雨               |
| 2015年 | 湖南電視台、安徽衛視 | 戴流蘇耳環的少女                  | 宋誠                 |
| 2016年 | 湖南電視台           | 羽毛耳環                          | 宋誠                 |
| 2016年 | 湖南電視台           | 珍珠耳環                          | 鬼泣                 |
| 2018年 | 揚州城市頻道         | 鬥香                              | 馬尚道               |
| 2018年 | 騰訊視頻             | 千門江湖                          | 梅曦平               |
| 2024年 | 民視                 | 台灣傳奇 - 祈願                   | 施燕文               |
| 2024年 | 民視                 | 台灣傳奇 - 聖帝得地理             | 黃明德               |

## 電影
| 年份   | 劇名                   | 飾演   |
| ------ | ---------------------- | ------ |
| 2015年 | ＦＥＮＧＺＨＯＮＧＳＩ | 張經理 |
| 2017年 | 黑白照相館             | 沈嘉誠 |
| 2017年 | 一路狂野               | 秦勇   |
| 2018年 | 終於遇見你             | 伍嶽   |
| 2018年 | 蟲煞                   | 寧小坤 |
| 2018年 | 白蛇前傳之伏羲琴       | 天帝   |
|        | 誓不妥協               | 常順   |
|        | 神廚歸來               | 呂焱   |

## 廣告
- 西雅圖時尚婚紗臺灣區形象代言
- HEME洗面奶CF (與女子天團SHE共同拍攝)
- 緊青春膠原蛋白果凍面膜臺灣區代言

## 音樂
- 2012年 臺灣澎湖花火節閉幕式演唱嘉賓
- 2014年 第一屆菊島海洋之星音樂大賽表演嘉賓
- 2019年 發行華語單曲 《揮霍》
- 2020年 發行閩南語勵志單曲 《走下去》

## 活動
- 2014年  北京青年影展啟動儀式
- 2014年  朴海鎮《維摩族》品牌設計發佈會
- 2014年  一技之長全國青少年電視大賽嘉賓
- 2015年  南邊文化暨大家風範明星訪談會
- 2015年  橫店影視城第二屆文榮獎嘉賓
- 2016年  中國國際時裝周嘉賓
- 2016年  BEI GARDEN藝術跨界時尚展嘉賓
- 2017年  中國國際時裝周特邀嘉賓
- 2018年  中國國際時裝周特邀嘉賓

## 外部連結
- 謝其均的facebook粉絲專頁

- 謝其均 HSIEH CHICHUN的Instagram

- 謝其均的新浪微博